# Несправжня рогата гадюка
Несправжня рогата гадюка (Pseudocerastes) — рід отруйних змій родини Гадюкові. Має 3 види.

## Опис
Загальна довжина представників цього роду коливається від 60 до 90 см, вкрай рідко 108 см. Максимальна вага 0,5 кг. Голова широка, пласка, коротка. Над очима піднята луска у вигляді м'якого виросту. Ростральний щиток невеликий. Очі маленькі. На тулубі є слабко розвинений кіль. Хвіст короткий. Забарвлення жовтувате. сіре, коричневе.

## Спосіб життя
Полюбляють піщані, сухі місцини, пагорби. Активні вночі. Здатні занурюватися у пісок. Це повільні й не дуже агресивні змії. Харчуються гризунами та земноводними.
Це яйцекладні змії. Самиці відкладають від 11 до 21 яйця.

## Розповсюдження
Мешкають у Передній та Середній Азії, Північній Африці.

## Види
- Pseudocerastes fieldi
- Pseudocerastes persicus
- Pseudocerastes urarachnoides